# Alexander Morrison
Alexander Morrison (Dalmeny occidental, 15 de marzo de 1849 - Cheltenham, 7 de diciembre de 1913) fue un médico, botánico, fitopatólogo escocés, primer botánico gubernamental, de Australia Occidental.

## Biografía
Aborigen de Dalmeny occidental, Escocia, comenzó medicina en Edimburgo, pero sufriendo de la salud, lo impulsó a dejar esos estudios y visitar Australia, quedándose dos años en Melbourne antes de regresar a Edimburgo para completar su grado. Luego realizó estudios de postgrado en Glasgow, Würzburg, y Viena.
Volvió a Australia en 1877 como oficial médico en un barco de emigrantes. Ejerció la medicina en Melbourne durante 15 años, pero de nuevo su mala salud lo impulsó a viajar. Visitó los Mares del Sur y pasó tiempo en las Nuevas Hébridas, donde recolectó plantas para Ferdinand von Mueller.
Después de regresar a Australia, fue nombrado el primer botánico gubernamental de Australia Occidental, ocupando el cargo de 1897 a 1906. Produjo pocos trabajos durante ese tiempo, pero fueron considerados de alta calidad.
Sus taxas publicadas incluyeron a Acacia densiflora, Acacia longispinea, Angianthus acrohyalinus, Calandrinia creethae, Calandrinia schistorhiza, Drosera bulbigena, Drosera occidentalis, e Indigofera boviperda. También colectó numerosos especímenes; por ejemplo especímenes tipo de Eucalyptus ebbanoensis Maiden y E. platycorys Maiden & Blakely.
En 1906 se retiró, retornando a la práctica médica. En 1912, fue nombrado asistente botánico de Alfred Ewart, en el Herbario Nacional de Victoria. La mitad de sus publicaciones de nuevas especies, las hacía en Transactions and Proceedings of the Botanical Society of Edinburgh.
Falleció en Cheltenham, Victoria, al siguiente año. Legó su herbario a la Universidad de Edimburgo, su biblioteca a la Universidad de Tasmania, y el resto de su patrimonio a la Universidad de Melbourne.

## Eponimia
- Parque nacional Alexander Morrison

Especies
- (Myrtaceae) Eucalyptus morrisonii Maiden[1]
- (Myrtaceae) Leptospermum morrisonii Joy Thomps.[2]
- (Myrtaceae) Rinzia morrisonii Trudgen[3]